# Île-d'Aix
Île-d'Aix é uma comuna francesa na região administrativa da Nova Aquitânia, no departamento de Charente-Maritime. Estende-se por uma área de 1,19 km². Em 2010 a comuna tinha 216 habitantes (densidade: 181,5 hab./km²).